# Pflege-Charta
Die Charta der Rechte hilfe- und pflegebedürftiger Menschen (kurz Pflege-Charta) ist ein Katalog von Rechten hilfe- und pflegebedürftiger Menschen in Deutschland. Sie wurde 2005 von der vom Bundesministerium für Familie, Senioren, Frauen und Jugend (BMFSFJ) und dem Bundesministerium für Gesundheit (BMG) in Zusammenarbeit mit dem Deutschen Zentrum für Altersfragen initiierten Arbeitsgruppe „Runder Tisch Pflege“, an der viele Vertreter aus Verbänden, aus Ländern und Kommunen, Praxis und Wissenschaft teilnahmen, verabschiedet.
Seitens des BMG wurden die Inhalte der Charta zusammen mit den Handlungsempfehlungen des „Runden Tisches Pflege“ in den seit 2008 erfolgten Pflegereformen durch das Pflege-Weiterentwicklungsgesetz, das Pflege-Neuausrichtungs-Gesetz, durch das Erste, Zweite und Dritte Pflegestärkungsgesetz, dem Präventionsgesetz und dem Hospiz- und Palliativgesetz gesetzgeberisch umgesetzt. Die Langzeitpflege wurde stärker als zuvor an der Charta ausgerichtet: bei den Maßstäben und Grundsätzen zur Sicherung und Weiterentwicklung der Pflegequalität (§ 113 SGB XI), den Expertenstandards zur Sicherung und Weiterentwicklung der Qualität in der Pflege (§ 113a SGB XI) und den Qualitätsprüfungen nach §§ 114 bis 115 SGB XI. Zudem wurde die Selbstverwaltung damit beauftragt, die Entwicklung von Instrumenten für die Prüfung der Qualität der Leistungen, die von den stationären Pflegeeinrichtungen erbracht werden, zu beauftragen (§ 113b SGB XI). Auch der seit Januar 2017 geltende neue Pflegebedürftigkeitsbegriff stellt auf den Grad der Selbstständigkeit bei der Durchführung von Aktivitäten und bei der Gestaltung von Lebensbereichen ab.
Die erste deutsche Tagung zur Umsetzung der Pflege-Charta fand in Hemer statt.

## Inhalt
Jeder Mensch hat uneingeschränkten Anspruch auf Respektierung seiner Würde und Einzigartigkeit. Menschen, die Hilfe und Pflege benötigen, haben die gleichen Rechte wie alle anderen Menschen und dürfen in ihrer besonderen Lebenssituation in keiner Weise benachteiligt werden. Da sie sich häufig nicht selbst vertreten können, tragen Staat und Gesellschaft eine besondere Verantwortung für den Schutz der Menschenwürde hilfe- und pflegebedürftiger Menschen.
Ziel der Pflege-Charta ist es, die Rolle und die Rechtsstellung hilfe- und pflegebedürftiger Menschen zu stärken, indem grundlegende und selbstverständliche Rechte von Menschen die der Unterstützung, Betreuung und Pflege bedürfen, zusammengefasst werden. Diese Rechte sind Ausdruck der Achtung der Menschenwürde.

## Die Artikel der Pflege-Charta
- Artikel 1: Selbstbestimmung und Hilfe zur Selbsthilfe

Jeder hilfe- und pflegebedürftige Mensch hat das Recht auf Hilfe zur Selbsthilfe sowie auf Unterstützung, um ein möglichst selbstbestimmtes und selbstständiges Leben führen zu können.
- Artikel 2: Körperliche und Seelische Unversehrtheit, Freiheit und Sicherheit

Jeder hilfe- und pflegebedürftige Mensch hat das Recht, vor Gefahren für Leib und Seele geschützt zu werden.
- Artikel 3: Privatheit

Jeder hilfe- und pflegebedürftige Mensch hat das Recht auf Wahrung und Schutz seiner Privat- und Intimsphäre.
- Artikel 4: Pflege, Betreuung und Behandlung

Jeder hilfe- und pflegebedürftige Mensch hat das Recht auf eine an seinem persönlichen Bedarf ausgerichtete, gesundheitsfördernde und qualifizierte Pflege, Betreuung und Behandlung.
- Artikel 5: Information, Beratung und Aufklärung

Jeder hilfe- und pflegebedürftige Mensch hat das Recht auf umfassende Informationen über Möglichkeiten und Angebote der Beratung, der Hilfe, der Pflege sowie der Behandlung.
- Artikel 6: Kommunikation, Wertschätzung und Teilhabe an der Gesellschaft

Jeder hilfe- und pflegebedürftige Mensch hat das Recht auf Wertschätzung, Austausch mit anderen Menschen und Teilhabe am gesellschaftlichen Leben.
- Artikel 7: Religion, Kultur und Weltanschauung

Jeder hilfe- und pflegebedürftige Mensch hat das Recht, seiner Kultur und Weltanschauung entsprechend zu leben und seine Religion auszuüben.
- Artikel 8: Palliative Begleitung, Sterben und Tod

Jeder hilfe- und pflegebedürftige Mensch hat das Recht, in Würde zu sterben.
Nachsatz: Die Einrichtung von Pflegestützpunkten und die damit verbundene Idee einer umfassenden, neutralen und unabhängigen Pflegeberatung kommt den Vorstellungen der Pflege-Charta, insbesondere in Artikel 5, entgegen.
Im vollständigen Text der Pflege-Charta werden diese Rechte für die Lebenssituation hilfe- und pflegebedürftiger Menschen näher erläutert.